# جسيم قمي

جسيم قمي

الجسيم القمي أو الحيمن أو مقدمة الحيوان المنوي هو عضي ينشأ على النصف الأمامي للحيوانات المنوية. وهو عبارة عن تركيب خوذي الشكل (شبيه بالخوذة) مشتق من جهاز غولجي.